# المصينعة (جحانه)

تعديل مصدري - تعديل

المصينعه هي إحدى قرى مديرية جحانة التابعة لمحافظة صنعاء اليمنية، بلغ تعداد سكانها 208 حسب أحصائيات عام 2004.